# Kari Kriikku
Kari Antti Kriikku (Ylistaro, 29 april 1960) is een Fins klarinettist.
Hij studeerde aan de Sibeliusacademie en studeerde daar in 1983 af. Daarna begon een rondreis over de gehele wereld als solist of kamermuziekmuzikant. Voorts heeft hij enige bestuursfuncties op zijn naam staan, zoals de organisator van de Crusellweken en artistiek directeur (en musicus) bij het kamerorkest Avanti!.
Kriikku voert werken uit die door de eeuwen heen voor zijn muziekinstrument zijn geschreven. Het maakt daarbij niet uit in welke orkestratie (solo, ensemble, symfonieorkest), uit welke tijd (concerten van Wolfgang Amadeus Mozart tot Magnus Lindberg) en van welke componist. Met name Finse componisten zagen in hem een vertolker van hun werken; er verschenen werken voor klarinet van bijvoorbeeld diezelfde Lindberg (Krikkuu zou alle stukken voor klarinet van die componist gespeeld hebben), Kaija Saariaho, Kimmo Hakola en Jukka Tiensuu. Kriikku liet zich daarbij begeleiden door de meest uiteenlopende orkesten van de Los Angeles Philharmonic Orchestra tot het Gewandhausorchester. In Nederlands speelde hij met/bij het Rotterdams Philharmonisch Orkest en het Nederlands Philharmonisch Orkest.
In de loop der jaren trok hij allerlei muzikale prijzen naar zich toe van de Muziekprijs van de Noordse Raad (2009) tot de Pro Finlandia-medaille. Voor zijn opname van het Klarinetconcert van Lindberg kreeg hij in 2006 de Gramophone Award. 
- Bibsys: 1079690
- Bibliothèque nationale de France: cb13961008c (data)
- CiNii: DA11342298
- Gemeinsame Normdatei: 134987365
- International Standard Name Identifier: 0000 0000 8184 765X
- Library of Congress Control Number: n85323890
- MusicBrainz: 712104bc-f6f7-4a32-a227-4bd7703c4894
- Nationale Bibliotheek van Israël: 987007450186605171
- Réseau des bibliothèques de Suisse occidentale: 02-A003474955
- Système universitaire de documentation: 100959768
- Virtual International Authority File: 116030046
- WorldCat: E39PBJktrBr6tRyj8G6bPQFh73